# Кривда
Кривда је југословенски телевизијски филм из 1989. године. Режирао га је Војислав Милашевић, а сценарио су писали Душан Анђић и Ненад Пејић.

## Радња
Ова социјална драма представља причу о поштеном и наивном шоферу који се бори за правду у мору привредног криминала.

## Улоге
| Глумац               | Улога           |
| -------------------- | --------------- |
| Данило Лазовић       | Марко Петровић  |
| Предраг Ејдус        | Баја Предић     |
| Звонко Лепетић       | Диспечер        |
| Ирина Дубник         | Зорица Петровић |
| Драган Јовичић       | Алија Османовић |
| Ранко Гучевац        | Портир Пурица   |
| Владо Керошевић      |                 |
| Влајко Шпаравало     |                 |
| Бранко Личен         |                 |
| Јозо Лепетић         |                 |
| Хранислав Рашић      |                 |
| Раде Чоловић         |                 |
| Драго Бука           |                 |
| Небојша Вељовић      |                 |
| Ратко Петковић       |                 |
| Михајло Мрваљевић    |                 |
| Нада Пани            |                 |
| Хасија Борић         |                 |
| Миодраг Брезо        |                 |
| Тахир Никшић         |                 |
| Божидар Буњевац      |                 |
| Сеад Бејтовић        |                 |
| Нермин Тулић         |                 |
| Зоран Симоновић      |                 |
| Фарук Софић          |                 |
| Александар Џуверовић |                 |
| Александар Мићић     |                 |
| Музафер Омерагић     |                 |
| Фехим Сердаревић     |                 |
| Ана Ђорђевић         |                 |
| Павле Илић           |                 |
| Ајна Печенко         |                 |
| Борислав Тришић      |                 |
| Томислав Гелић       |                 |
| Фадил Каруп          |                 |
| Аднан Хоџић          |                 |
| Сахин Сисић          |                 |
| Миле Лазовић         |                 |
| Дајана Хајднл        |                 |

## Занимљивост
- Филм је рађен на основу истинитог догађаја, тачније новинарске репортаже.